# Карелинская-2
Карелинская-2 — деревня в Тарногском районе Вологодской области.
Входит в состав Верховского сельского поселения, с точки зрения административно-территориального деления — в Верховский сельсовет.
Расстояние по автодороге до районного центра Тарногского Городка — 48 км, до центра муниципального образования Верховского Погоста — 10 км. Ближайшие населённые пункты — Олиховская, Кичигинская, Першинская-2, Ляпинская.
По переписи 2002 года население — 24 человека (8 мужчин, 16 женщин). Всё население — русские.